# Moose Creek n.º 33
Moose Creek n.º 33 es un municipio rural canadiense situado en la provincia de Saskatchewan.

## Superficie
Moose Creek n.º 33 tiene una superficie de 828,74 km².

## Demografía
En 2021, tenía 306 habitantes, una densidad poblacional de 0,4 hab./km², y 136 viviendas.